# Asota albiformis
Asota albiformis är en fjärilsart som beskrevs av Swinhoe 1892. Asota albiformis ingår i släktet Asota och familjen nattflyn. Inga underarter finns listade i Catalogue of Life.